# NA-4242
La  NA-4242  es una carretera local perteneciente a la Red de Carreteras de Navarra que se inicia en PK 21,96 de NA-411 y termina en Urritzola-Galain. Tiene una longitud de 2,18 kilómetros.